# Rezerwat przyrody Pomorze
Rezerwat przyrody Pomorze – rezerwat przyrody położony na terenie gminy Giby w województwie podlaskim.
- Powierzchnia: 19,84 ha (akt powołujący podawał 20,45 ha)
- Rok powstania: 1983
- Rodzaj rezerwatu: leśny
- Przedmiot ochrony: drzewostan Puszczy Augustowskiej oraz pozostałości dawnego grodziska.

Rezerwat chroni najstarszy ponad 200-letni drzewostan sosnowy (bór świeży) Puszczy Augustowskiej, znajdujący się na wzniesieniu morenowym nad rzeką Marycha. Głównym zbiorowiskiem leśnym jest las mieszany, a nad rzeką występuje łęg jesionowo-olszowy. W podszycie występuje głównie leszczyna, a w mniejszej ilości wiciokrzew, jarzębina, kalina koralowa, trzmielina brodawkowata, kruszyna pospolita oraz podrost dębu szypułkowego, brzozy omszonej i osiki. Nad rzeką w południowej części rezerwatu wznosi się średniowieczne grodzisko Jaćwingów. Nadzór nad rezerwatem sprawuje nadleśnictwo Pomorze.
Obszar rezerwatu podlega ochronie czynnej.